# 3393 Stur
3393 Stur је астероид главног астероидног појаса са средњом удаљеношћу од Сунца која износи 2,585 астрономских јединица (АЈ).
Апсолутна магнитуда астероида је 12,8.